# Gamasiphis benoiti
Gamasiphis benoiti är en spindeldjursart som beskrevs av Loots 1980. Gamasiphis benoiti ingår i släktet Gamasiphis och familjen Ologamasidae. Inga underarter finns listade i Catalogue of Life.